# Бургаски минерални бани
Бургаски минерални бани е целогодишен балнеологичен курорт. Намира се на 15 км северозападно от град Бургас, сред голям парк. Курортът е свързан с града с шосейна магистрала и градска автобусна линия. Минералната вода е с температура 41 градуса и има отлични питейни качества.
Водата в баните е известна с приписваните ѝ лечебни свойства. Баните са популярни сред хората страдащи на заболявания на опорно-двигателния апарат, нервната система, гинекологични заболявания, състояния след фрактура на костите, остатъчни явления след травми и др. Баните предоставят възможност за практикуване на поставяния под съмнение метод за лечение, известен като балнеолечение. В близост има и курортна поликлиника, плаж с хидротермални басейни, санаториуми и почивни домове, частни квартири.
В древността, когато селището, е било наричано от римляните Аква Калиде, се е смятало, че баните имат лековити сили. По-късно за лековитите извори пишат византийски хронисти и средновековни пътешественици и географи.